# Don Kihot
Bistroumni plemič Don Kihot iz Manče (izvirno špansko El Ingenioso Hidalgo Don Quijote de la Mancha) ali krajše Don Kihot je roman španskega pisatelja Miguela de Cervantesa. Prvi del je izšel leta 1605, drugi pa 1615. Predstavlja prvi evropski (novoveški) roman. Prvotno napisan v španščini je preveden v številne jezike; med slovenskimi prevodi sta najbolj znana prevoda Stanka Lebna iz leta 1935 in Nika Koširja iz leta 1973.
Don Kihot je izšel v dveh delih. Celota je vrsta epizod, nanizanih ob osrednjem junaku in njegovem oprodi Sanču Pansi, vmes pa so razvrščene novele. V motivih romana je opaziti sledove viteških, pastirskih in pikaresknih romanov. V začetku je bila glavna ideja parodiranje viteških romanov, vendar se je pozneje avtorju razširila in jo lahko razumemo kot nasprotje med preživelimi ideali viteških časov in stvarnostjo zgodnjega kapitalizma ali pa kot večno nasprotje med neživljenjskim idealizmom in vsakdanjo praktičnostjo. Cervantes je upal, da mu bo objava romana prinesla denar in slavo; prinesla mu je le slavo, uresničila pa se je njegova napoved, da ne bo ne jezika ne naroda, v katerega ta roman ne bi bil preveden.
Španski dvor je zaradi uvoza zlata iz Amerike bogatel in razkošno živel, Španija pa je gospodarsko propadala. Tako so propadli mnogi plemiči, a se s tem niso mogli sprijazniti, zato so se umikali v preteklost in se napajali z viteškimi romani, da bi vsaj v sanjah živeli v nekem lepšem svetu, svetu pravice in junaštev. Don Kihot je parodija na viteške romane.

## Povzetek vsebine
Don Kihot je bil obubožan plemič iz Manče, ki je prebral toliko viteških romanov, da ni več ločil fantazije od stvarnosti. Zato se je odpravil v svet, da bi obudil dobo popotnega viteštva. Dolžnost popotnega viteza je bila braniti nedolžne in preganjati krive. Osedlal je kljuse, konja Rosinanta, kot oproda ga je spremljal kmet Sančo Pansa, izbral si je tudi damo svojega srca, Dulsinejo Toboško, da bi v njeno slavo opravljal junaška dejanja. Obe pripovedni osebi, suhi, pesniško navdahnjeni don Kihot na konju in čokati, trezno misleči in preračunljivi Sančo Pansa na oslu, sta doživljali prigodo za prigodo in jo skoraj vedno skupili (enkrat so ju nabili trgovci, drugič pastirji, don Kihot si je polomil zobe, ko se je zapodil v mline na veter, češ da so sovražni velikani, z njima sta se ponorčevala še vojvoda in vojvodinja). Domači župnik in brivec sta klateža končno z zvijačo spravila domov, kjer je don Kihota srečala pamet, spoznal je svoje čudne zablode in spametovan (vendar oropan iluzij) umrl.
Don Kihot je izmišljeni literarni junak. Kihot pomeni lesen oklep za noge, kihada čeljust, kesada pa goban. S temi vzdevki je Cervantes označil svojega suhega junaka. Don Kihot se je zavzemal za pravico, bil je privrženec zveste ljubezni, zagovornik platonične ljubezni, zagledan je bil v preteklost, v viteške ideale, bil je optimističen in sprva celo humoren, proti koncu pa je postajal vedno bolj pasiven in vedno manj komičen. Njegove avanture so postale celo mučne, tako da je proti koncu romana njegov lik vse bolj tragičen. Don Kihot (Vitez žalostne podobe) je tragikomičen lik, a bolj tragičen kot komičen, kajti dobri nameni so se mu največkrat sprevrgli v zlo zanj in za druge.
Sančo Pansa (Janez Trebušnik) je bil majhen, debel, preprost in naiven kmetič brez vsakršne fantazije, saj je bila njegova prva skrb skrbeti za družino, zato je ukrepal in mislil stvarno. Sprva je don Kihotu verjel, pozneje pa je do njega postal vedno bolj kritičen, vedno bolj zvit in vedno pametnejši. Bil je realist, kar je bilo opaziti v njegovi prebrisanosti, a je kljub temu ostal preprost in naiven. Kaže se kot prava zakladnica ljudske modrosti, a s pregovori ga je avtor tudi karikiral.
Don Kihot je predstavnik idealizma. To je življenjski nazor, ki se usmerja k idealom. Sančo Pansa je predstavnik realizma, ki pomeni stvarno, resnično življenje. V romanu se nasprotje med idealizmom in realizmom kaže na več načinov: kot nasprotje med preživelimi ideali in stvarnostjo zgodnjega kapitalizma, ki je zahteval prebrisanega, zahtevnega in podjetnega človeka; kot nasprotje med junakovo idealno dušo in odtujenim, vseh vrednot oropanim svetom; kot nasprotje med idealizmom, ki ga je predstavljal don Kihot, in vsakdanjo stvarnostjo, ki jo je poosebljal Sančo Pansa.
Za roman je značilna tragikomičnost, najbolj seveda za glavnega junaka, saj so bile njegove želje same po sebi plemenite, toda v svetu, v kakršnem je živel, so bile norost. Roman torej ni le komičen, ampak tudi tragičen. Tragikomičnost pomeni, da se žalost sprevrača v smeh in obratno.

## Interpretacija
Osnovna tematika je popotno viteštvo in iz tega izhajata dva tematska sklopa: prvi zajema vprašanje idealizma, drugi pa realizma. Osrednji motiv je motiv ubožnega nižjega plemiča, ki so mu viteške knjige zmešale pamet. Drugi motivi: hrabrost, trop ovac, mlini na veter, lik Dulsineje ...
Ideja romana je kritika viteških romanov kot nekoristne literature, namenjene le vzbujanju fantazije, ki človeku lahko zmeša pamet. Cervantes je pokazal, kako nesmiselno je vztrajati pri preživelih idejah in morali srednjega veka (fevdalizma), ko pa se že pojavlja nov, svež družbeni sistem, kapitalizem. Don Kihot je tudi freska španskega življenja, ki ima avtobiografske poteze.
Delo je renesančen roman, kar kažejo človekova samozavest, ponos, svobodno izbiranje poti, junaku odprt svet. Cervantes je uporabil vrsto literarnih oblik - od pregovorov, pesmi in pisem do citatov. Don Kihot je prava enciklopedija renesančnih literarnih vrst in zvrsti.
Don Kihot je raznolik tudi stilno, saj se v njem prepletajo dialog, pisemski, retorični govor, na eni strani vzvišeno patetični govor, na drugi pa banalna izreka (tolovajska latovščina, imitacija pikaresknega jezika, jezika viteških in bukoličnih romanov). Najmočnejše Cervantesovo stilno orožje je dialog. Z Don Kihotom postane roman klasična, tradicionalna oblika.

## Izdaje
- Slovenska izdaja romana iz leta 1935 (COBISS)
- Slovenska izdaja iz romana leta 1973 (COBISS)
- Španska izdaja romana iz leta 1942 (COBISS)